# Operazione Round-Up
Operazione Roundup  ("radunata", nel gergo dei cowboys americani, l'operazione di raccolta del bestiame) è il nome in codice di un piano elaborato nella primavera del 1942 dagli Alleati anglosassoni per l'apertura del secondo fronte in Europa occidentale con l'invasione della Francia, durante la seconda guerra mondiale.

## Storia
Il piano venne predisposto dallo stato maggiore statunitense su impulso principalmente del generale George Marshall allo scopo di iniziare al più presto grandi operazioni offensive contro il Terzo Reich per affrettare la conclusione della guerra attaccando la Festung Europa di Adolf Hitler e in questo modo alleviando il peso esercitato dalla maggior parte della Wehrmacht sul fronte orientale contro l'Armata Rossa sovietica.
Il piano prevedeva un'invasione dell'Europa occidentale nella primavera o nell'estate 1943 e a questo scopo dall'estate 1942 iniziò l'operazione Bolero, il trasferimento di potenti forze terrestri e aeree degli Stati Uniti in Gran Bretagna che si trasformò rapidamente in una grande base di operazioni logistica e strategica. Il piano Round Up tuttavia incontrò le resistenze del governo della Gran Bretagna, guidato da Winston Churchill e dello stato maggiore britannico diretto dal generale Alan Brooke, timorosi di un possibile fallimento di fronte alle temute difese tedesche e decisi a preferire operazioni periferiche meno impegnative e rischiose nel Mediterraneo o nei Balcani.
Dopo lunghe e accese discussioni tra i responsabili politici e militari anglosassoni, l'operazione Roundup venne annullata per il 1943 e sostituita dal piano Overlord, da eseguire nella primavera 1944; nel frattempo i dirigenti britannici riuscirono ad imporre in parte la loro strategia periferica convincendo gli statunitensi a sferrare prima l'operazione Torch, l'invasione delle ex colonie francesi in Africa del Nord nel novembre 1942 e quindi l'operazione Husky, l'invasione della Sicilia nel luglio 1943.